# Woodchester

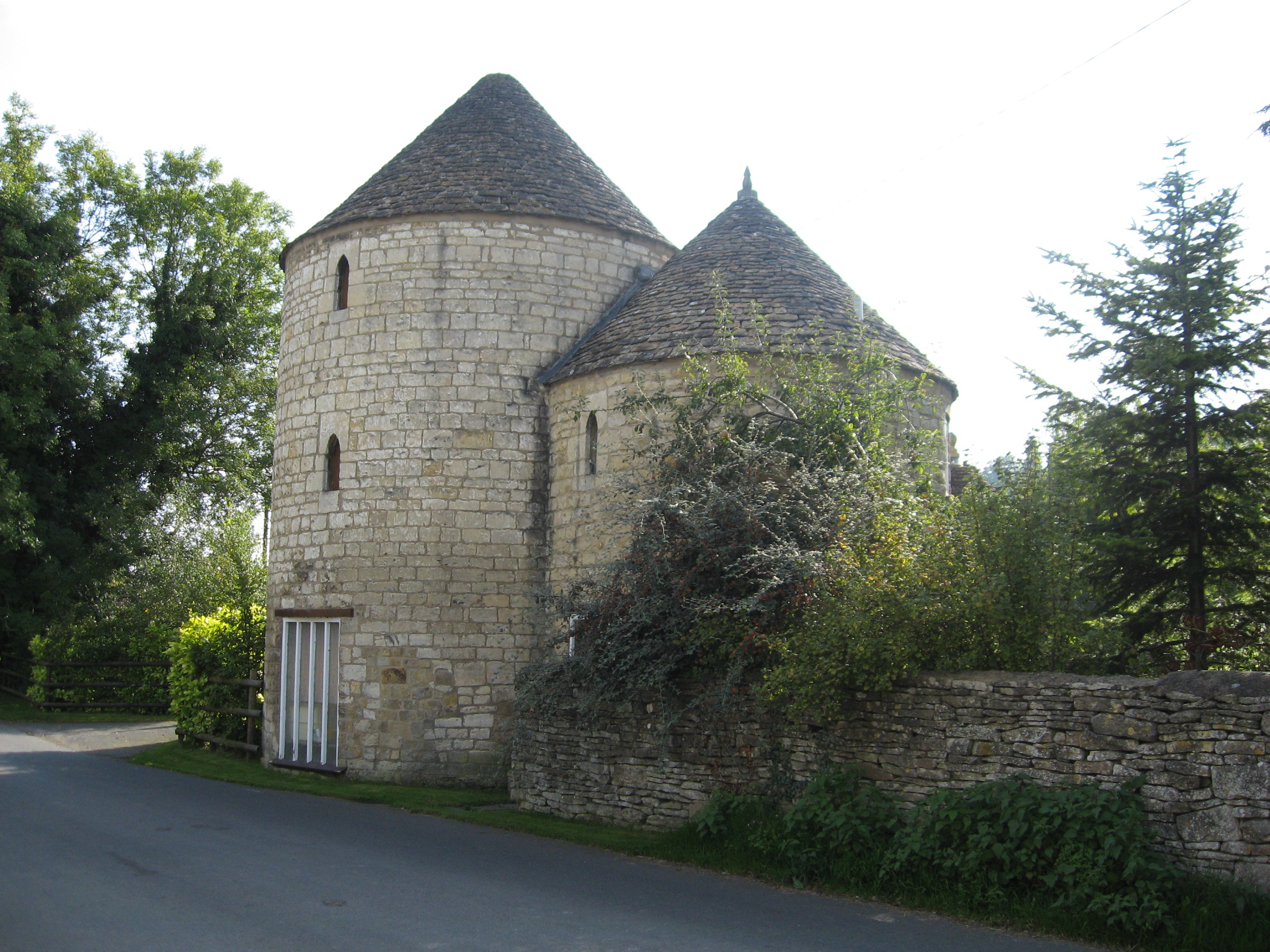
Double Round House at Woodchester

Woodchester este un sat din Gloucestershire, situat în Valea Nailsworth (ori Valea Woodchester), care la rândul său se găsește în sudul zonei Cotswolds din Anglia, întinzându-se de la Stroud, de-a lungul autostrăzii A 46 până la Nailsworth.  Populația parohiei civile fusese, la data recensământului din 2011, de 1.206 locuitori.